# Ассигнационный рубль
Ассигнации — денежные знаки Российской империи, имевшие хождение с 1769 по 1 (13) января 1849 года. С определенного момента ассигнации сильно обесценились по отношению к серебряным монетам, обращавшимся параллельно с ними, в результате возник особый курс рубля ассигнациями (ассигнационного рубля) к рублю в серебряных монетах (серебряному рублю). Всего было произведено три основных выпуска российских ассигнаций: в 1769—1785, 1785—1818 и 1818—1843 годах, а также два пробных. На российских ассигнациях использовались надписи: «Дѣйствуетъ къ пользѣ онаго» и «Любовь къ Отечеству».

## Ассигнации 1769—1785 годов
Появление ассигнационных рублей было вызвано большими расходами правительства на военные нужды, приведшими к нехватке серебра в казне (поскольку все расчёты, особенно с зарубежными поставщиками, велись исключительно в серебряных и золотых монетах). Нехватка серебра и огромные массы медных денег во внутрироссийском торговом обороте приводили к тому, что крупные платежи было крайне сложно осуществлять. Так, уездные казначейства были вынуждены при сборах подушных податей снаряжать целые экспедиции, поскольку для перевозки, к примеру, каждых 500 рублей налога требовалась отдельная подвода (в 1758—1796 годах использовалась стопа, согласно которой из одного пуда меди чеканилось медных монет на 16 рублей, то есть один рубль медными монетами весил около одного килограмма). Всё это вызвало необходимость введения неких государственных обязательств, своего рода векселей для крупных расчётов.
Первая попытка введения ассигнаций была предпринята Петром III, подписавшим 25 мая (5 июня) 1762 указ об учреждении государственного банка, который должен был выпустить в обращение ассигнации номиналом в 10, 50, 100, 500 и 1000 рублей на общую сумму в 5 млн рублей.
Указ не был выполнен из-за дворцового переворота, осуществлённого Екатериной II, которая в свою очередь через шесть лет вернулась к идее выпуска ассигнаций. 29 декабря 1768 (9 января 1769) года был подписан, а 2 (13) февраля 1769 года обнародован манифест об учреждении в Санкт-Петербурге и Москве отделений Ассигнационного банка, получившего исключительное право эмиссии ассигнаций. В манифесте говорилось, что ассигнации имеют хождение наравне с монетой и подлежат немедленному обмену на монеты по первому требованию в любых количествах. Было установлено, что выпуск бумажных денег не должен превышать наличную сумму монеты, находящейся в банке. Изначальный капитал Ассигнационного банка составлял 1 млн рублей медными монетами — по 500 тыс. рублей в Петербургской и Московской конторе. Лимит эмиссии ассигнаций также был определён в 1 млн рублей. Банком были выпущены следующие номиналы: 25, 50, 75 и 100 рублей.
Деньги этого выпуска имели примитивный внешний вид, что упрощало их подделку. Ассигнации достоинством в 25 рублей переделывались в 75-рублёвые. Поэтому указом от 21 июня 1771 года выпуск денежных знаков номиналом в 75 рублей был прекращен, они были изъяты из обращения. Размер ассигнаций 1769—1773 гг. — 190×250 мм. Эти ассигнации являются бонистической редкостью и представляют коллекционный интерес.

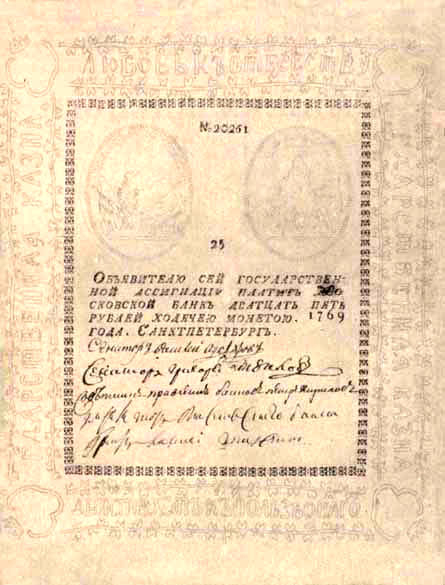
25 рублей 1769

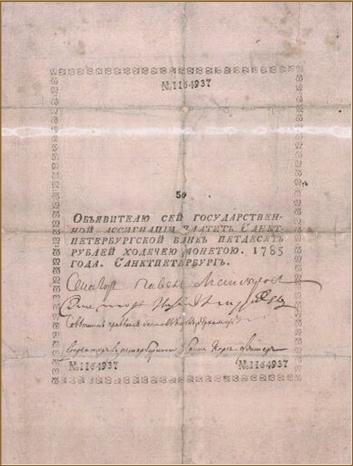
50 рублей 1769

Первоначально выпуск ассигнаций имел большой успех, однако, поскольку в банке находилась лишь медная монета, то обмен ассигнаций производился только на неё. Это положение было закреплено законодательно указом от 22 января (2 февраля) 1770 года. Таким образом ассигнация накрепко привязывалась к медной монете, которая отныне становилась фактически лишь разменным средством последней. В начале существования новой денежной системы этот диспаритет ещё не мог сильно влиять на покупательную способность нового, не обеспеченного драгоценным металлом рубля. С 1780 года был запрещён ввоз и вывоз ассигнаций за границу: ассигнационный рубль перестал быть конвертируемым. В то же время эмиссия ассигнаций увеличивалась, и со второй половины 1780-х гг. началось резкое понижение курса бумажных денег, потянувшее за собой и свой разменный эквивалент — медные монеты. С этого момента в стране фактически имело место параллельное денежное обращение двух денежных единиц: серебряного рубля, обеспеченного внутренним содержанием драгметалла и равного 100 серебряным копейкам, и ассигнационного рубля, не обеспеченного ничем, кроме доверия населения к власти, и равного 100 медным копейкам.
Возможность обмена ассигнаций на медные деньги первоначально предоставляли только две конторы Ассигнационного банка, в Москве и Санкт-Петербурге, однако позже их число возросло. Для обеспечения обмена ассигнаций на медные деньги и обратно были открыты банковские конторы в следующих городах: в Ярославле (1772), в Смоленске, Устюге, Астрахани, Нижнем Новгороде и Вышнем Волочке (1773), в 1776 году — в Тобольске, в 1779 году — в Иркутске, в 1781 году открыты конторы в Пскове, Новгороде, Твери, Нежине, Киеве, Курске, Харькове, Тамбове, Орле и Туле, в 1782 году — в Казани, Архангельске, Херсоне, Риге и Ревеле. Однако оборот в провинциальных конторах обычно был небольшим, нареканий на их работу было много, и к 1788 году 16 контор из 23 были закрыты, а в 1796 году работали всего две провинциальных конторы; к 1818 г. имелось шесть контор Ассигнационного банка — в Архангельске, Вышнем Волочке, Рыбинске, Одессе, Таганроге и Феодосии   Основной поток ассигнаций проходил через столичный банк. С 1790-х годов размен ассигнаций на медные монеты постепенно затрудняется и прекращается; позднее он был полностью прерван в наиболее трудный для страны период 1810—1815 годов.
До 1812 года все налоговые платежи в казну, кроме таможенных, можно было производить ассигнациями по курсу 1:1. Позже этот курс был сделан более экономически адекватным, то есть более выгодным для государства и менее выгодным для подданных.

### Покупательная способность
Чтобы понять ценность денег XVIII века и инфляцию того времени, можно привести данные об их покупательной способности. Около одного рубля составляла при Екатерине II годовая подушная подать за крестьян, за рубль можно было совершить путешествие на  300 вёрст (320 км) на ямских лошадях или 100 вёрст (110 км) в почтовой карете.
Пуд хлеба (16.4 кг) стоил в 1760 году 86 копеек. В 1773 его цена выросла до 2,19, рубля, к 1788 — до 7 рублей.
Ведро водки (12.3 литра) стоило почти столько же, сколько пуд хлеба (85 копеек), затем его цена возрастала пропорционально ценам на зерно.

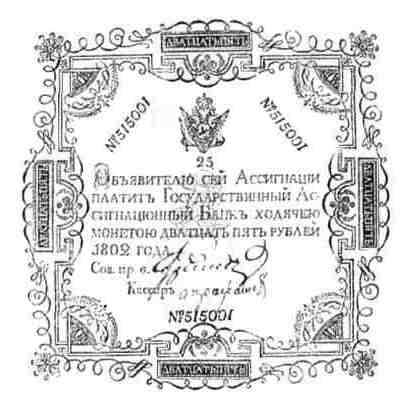
25 рублей 1802. Образец

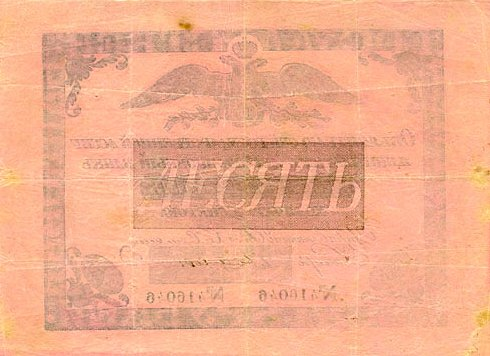
10 рублей Ассигнационного банка 1819

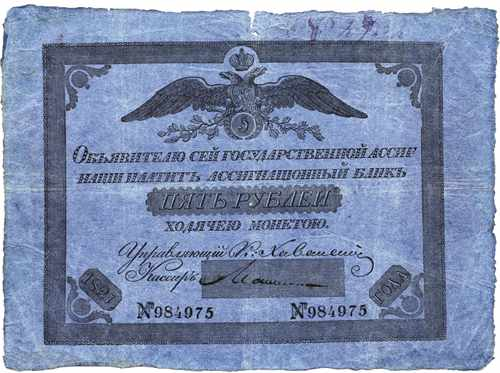
Ассигнация номиналом 5 рублей 1821

## Ассигнации 1785—1818 годов
В 1785—1787 годах был осуществлен выпуск ассигнаций нового образца, лучше защищённых от подделок, номиналами 5, 10, 25, 50 и 100 рублей. Ассигнации старого образца были изъяты из обращения и уничтожены. Для печати были выбраны стойкие краски ржевского изобретателя Т. И. Волоскова, высоко отмеченные Петербургской Академии Художеств.
Манифестом от 28 июня 1786 года было провозглашено, что количество ассигнаций ограничивается суммой 100 млн рублей. Впрочем, это царское слово не продержалось и трёх лет, так как государству опять понадобились деньги. «С 1786 года ассигнации становятся нашим обычным финансовым ресурсом», — саркастически замечал А. Н. Миклашевский. Уже к концу 1796 года общая сумма ассигнаций в обращении превысила 157,7 млн рублей. Правительство, обещавшее уменьшить количество бумажных ассигнаций, своё обещание так и не сдержало.
К концу XVIII — началу XIX века курс ассигнаций сильно упал. Военные затраты России в дальнейшем оказались настолько велики, что выпуск ассигнаций пришлось вести нарастающими темпами, и к 1814—1815 годам их курс опустился ниже 25 копеек серебром за один рубль ассигнациями.
В целях финансового обеспечения вторгшейся в Россию армии и, возможно, подрыва российской экономики Наполеон начал выпуск фальшивых ассигнаций. Отличить ассигнацию фальшивую от настоящей было трудно — фальшивки зачастую выглядели даже более убедительно, поскольку печатались на лучшей бумаге. Разве что подписи были выполнены типографским способом (на оригинальных ассигнациях это были подлинные подписи, сделанные чернилами). Некоторые подделки имели орфографические ошибки: например, слово «ходячею» на фальшивках было отображено, как «холячею». Вопреки иногда встречающимся утверждениям, число фальшивок было несопоставимым с официальным выпуском ассигнаций; согласно одной из оценок, их было менее одного процента от общего объёма всех циркулировавших в то время бумажных денег.
Для удобства распознания неграмотным населением, ассигнации образца 1786 года печатались следующим образом:
- 5 рублей — на бумаге синего цвета;
- 10 рублей — на бумаге розового цвета;
- 25 рублей — на бумаге белого цвета со всеми срезанными углами;
- 50 рублей — на бумаге белого цвета со срезанными верхним левым и нижним правым углами;
- 100 рублей — на бумаге белого цвета без срезанных углов.

## Ассигнации 1802 года
Банкноты этого типа известны в законченном виде и в пробных оттисках.
Увеличение количества подделок ассигнаций, на обмен которых в 1800 году Ассигнационный банк истратил 200 тыс. рублей, а также низкое качество бумаги заставило генерал-прокурора Сената П. Х. Обольянинова в секретном письме от 12 июня 1800 года просить главного директора Ассигнационного банка рассмотреть вопрос о «перемене настоящей формы облигаций», поскольку их подделка «есть беспрерывное подражание одному образцу, который час от часу… открывает более лёгкости и способов к злоумышленному поведению».

## Ассигнации 1818—1849 годов
Ассигнации нового образца начали печатать с июля 1818 года. К прежнему набору номиналов в 5, 10, 25, 50 и 100 рублей добавился новый денежный знак в 200 руб. Для улучшения качества используемой бумаги и повышения наносимой на них защиты от подделывания, в столице специально была создана Экспедиция заготовления государственных бумаг (ЭЗГБ), на которой с тех пор изготавливались все бумажные денежные знаки России и гербовые бумаги для официального использования. Ассигнации нового типа были выпущены в обращение в июле 1819 года. Обмен старых ассигнаций образца 1786 года на новые мог проводиться  до 1 января 1821 года.
В 1840 году денежной реформой министра финансов Е. Ф. Канкрина было начато упразднение ассигнационного рубля. Обмен ассигнаций образца 1818 года на новые купюры (государственные кредитные билеты), был открыт 1 сентября 1843 году, по курсу: 3,5 рубля ассигнациями за 1 рубль кредитными билетами, что соответствовало соотношению реальной покупательной способности медных и серебряных денег (кредитные билеты изначально имели свободный размен на серебро). Официально о прекращении оборота ассигнаций было объявлено только в 1849 году.
Таким образом, привязанные ранее к ассигнационному рублю медные монеты вновь получили жёсткий курс обмена с серебром, а сам серебряный рубль в виде монеты был дополнен сперва депозитными, а с 1843 года — кредитными билетами.

## Курс ассигнаций к серебряному рублю
В таблице, приведённой ниже, отражён курс серебряного рубля к ассигнациям в разные годы. Понятие «копеек ассигнациями» несколько условно, поскольку наименьшим номиналом ассигнаций были 5 рублей; однако ассигнации обычно свободно разменивались в государственных банках на медные монеты по курсу 1:1.
| Год  | Курс, коп. асс. за сер.рубль | Год  | Курс, коп. асс. за сер.рубль | Год  | Курс, коп. асс. за сер.рубль | Год  | Курс, коп. асс. за сер.рубль | Год  | Курс, коп. асс. за сер.рубль |
| ---- | ---------------------------- | ---- | ---------------------------- | ---- | ---------------------------- | ---- | ---------------------------- | ---- | ---------------------------- |
| 1769 | 100                          | 1784 | 100                          | 1799 | 151                          | 1814 | 396                          | 1829 | 369                          |
| 1770 | 100                          | 1785 | 100                          | 1800 | 153                          | 1815 | 421                          | 1830 | 369                          |
| 1771 | 100                          | 1786 | 102                          | 1801 | 139.5                        | 1816 | 404                          | 1831 | 372                          |
| 1772 | 100                          | 1787 | 103                          | 1802 | 140                          | 1817 | 384                          | 1832 | 366                          |
| 1773 | 100                          | 1788 | 108                          | 1803 | 125                          | 1818 | 379                          | 1833 | 361                          |
| 1774 | 100                          | 1789 | 109                          | 1804 | 126                          | 1819 | 372                          | 1834 | 359                          |
| 1775 | 100                          | 1790 | 115                          | 1805 | 130                          | 1820 | 374                          | 1835 | 358                          |
| 1776 | 100                          | 1791 | 123                          | 1806 | 137                          | 1821 | 378                          | 1836 | 357                          |
| 1777 | 100                          | 1792 | 126                          | 1807 | 148                          | 1822 | 375                          | 1837 | 355                          |
| 1778 | 100                          | 1793 | 135                          | 1808 | 186                          | 1823 | 373                          | 1838 | 354                          |
| 1779 | 100                          | 1794 | 138                          | 1809 | 224                          | 1824 | 374                          | 1839 | 350                          |
| 1780 | 100                          | 1795 | 140                          | 1810 | 300                          | 1825 | 372                          | 1840 | 350                          |
| 1781 | 100                          | 1796 | 142                          | 1811 | 394                          | 1826 | 372                          | 1841 | 350                          |
| 1782 | 100                          | 1797 | 148                          | 1812 | 388                          | 1827 | 373                          | 1842 | 350                          |
| 1783 | 100                          | 1798 | 153                          | 1813 | 397                          | 1828 | 371                          | 1843 | 350                          |

Таким образом, если в 1810 г. курс серебряного рубля к ассигнациям составлял 300 коп., то за рубль серебром можно было получить 3 рубля ассигнациями, а рубль ассигнациями был равен 33 коп.серебром. На практике и при обмене, и при покупке товаров фактический курс мог несколько колебаться около указанных цифр.
Для некоторых годов указано также количество ассигнаций в обращении, на конец года:
| Год  | Объём асс. в обращении, руб. | Год  | Объём асс. в обращении, руб. | Год  | Объём асс. в обращении, руб. |
| ---- | ---------------------------- | ---- | ---------------------------- | ---- | ---------------------------- |
| 1769 | 2 619 975                    | 1798 | 194 931 605                  | 1809 | 533 201 300                  |
| 1775 | 21 500 000                   | 1799 | 210 000 000                  | 1810 | 577 810 900                  |
| 1780 | 24 500 000                   | 1800 | 212 689 335                  | 1812 | 645 894 400                  |
| 1785 | 45 300 000                   | 1801 | 221 488 335                  | 1815 | 825 000 000                  |
| 1786 | 46 219 250                   | 1802 | 230 464 425                  | 1817 | 836 000 000                  |
| 1787 | 100 000 000                  | 1805 | 292 199 110                  | 1823 | 595 776 310                  |
| 1790 | 111 900 000                  | 1806 | 319 239 960                  |      |                              |
| 1796 | 157 701 640                  | 1807 | 382 329 505                  |      |                              |
| 1797 | 163 574 840                  | 1808 | 477 368 580                  |      |                              |

В период после 1823 г. объём ассигнаций в обращении существенно не менялся.